# Ulica Juliana Fałata w Koszalinie
Ulica Juliana Fałata – ulica w północno-wschodniej części Koszalina, położona pomiędzy al. Monte Cassino i ul. Orląt Lwowskich. W całości leży w ciągu drogi krajowej nr 6.